# Kazimierz Łukasiewicz (1894–1939)
Kazimierz Łukasiewicz (ur. 12 lutego 1894 w Pauszówce, zm. we wrześniu 1939 w Pińsku) – major taborów Wojska Polskiego, działacz niepodległościowy.

## Życiorys
Urodził się 12 lutego 1894 w Pauszówce, w ówczesnym powiecie czortkowskim Królestwa Galicji i Lodomerii.
5 września 1914 jako student prawa wstąpił do Legionów Polskich. Służył jako wachmistrz w 3 szwadronie 2 pułku ułanów. 6 kwietnia 1917 został wymieniony jako uprawniony do odznaczenia austriackim Krzyżem Wojskowym Karola. Po kryzysie przysięgowym (lipiec 1917) służył w Polskim Korpusie Posiłkowym. Po bitwie pod Rarańczą (15–16 lutego 1918) został internowany w Bustyaháza.
W czasie wojny z bolszewikami pełnił służbę w Departamencie I Broni Głównych i Wojsk Taborowych Ministerstwa Spraw Wojskowych w Warszawie. Od 1 sierpnia 1920 do 30 sierpnia 1921 dowodził szwadronem zapasowym taborów i taborami dywizji piechoty. W międzyczasie (27 sierpnia 1920) został zatwierdzony z dniem 1 kwietnia 1920 w stopniu rotmistrza, w Wojskach Taborowych, w grupie oficerów byłych Legionów Polskich.
Od 1 czerwca 1921 pełnił służbę w 6 dywizjonie taborów we Lwowie. 3 maja 1922 został zweryfikowany w stopniu kapitana ze starszeństwem od 1 czerwca 1919 i 25. lokatą w korpusie oficerów taborowych. Z dniem 1 listopada 1923 został odkomenderowany z macierzystego dywizjonu do Szkoły Oficerskiej Wojsk Taborowych we Lwowie. W czerwcu 1925 został przydzielony do Departamentu II Kawalerii Ministerstwa Spraw Wojskowych na stanowisko kierownika referatu wyszkolenia Wydziału Wojsk Taborowych. Z dniem 1 października 1925 został przeniesiony do kadry oficerów taborowych i wyznaczony na stanowisko oficera sztabowego w Wydziale Taborowym Departamentu Kawalerii MSWojsk. w Warszawie. W kwietniu 1928 został przeniesiony z Departamentu Artylerii MSWojsk. do 6 szwadronu taborów we Lwowie na stanowisko dowódcy szwadronu. W październiku 1930 został przeniesiony do 10 dywizjonu taborów w Przemyślu (od 1933 w Radymnie). 12 marca 1933 prezydent RP nadał mu stopień majora z dniem 1 stycznia 1933 i 1. lokatą w korpusie oficerów taborowych. Od 27 listopada 1935 do 14 czerwca 1937 dowodził 10 dywizjonem taborów. Następnie pełnił służbę w Dowództwie Korpusu Ochrony Pogranicza w Warszawie na stanowisku szefa taborów. We wrześniu 1939 został ewakuowany z Dowództwem KOP do Pińska, gdzie w następstwie ciężkiej choroby zmarł i tam pochowany.

## Ordery i odznaczenia
- Krzyż Niepodległości – 6 czerwca 1931 „za pracę w dziele odzyskania niepodległości”[31][4][32][b]
- Krzyż Walecznych czterokrotnie[26][36] (po raz trzeci „za udział w b. 2 pułku ułanów Legionów Polskich”[37])
- Złoty Krzyż Zasługi[26]
- Odznaka Pamiątkowa Więźniów Ideowych[38]
- Medal Zwycięstwa[39]